# Haplochromis laparogramma
Haplochromis laparogramma là một loài cá thuộc họ Cichlidae.
Nó là loài đặc hữu của Tanzania. Môi trường sống tự nhiên của chúng là hồ nước ngọt.